# Carlos Azpiroz Costa
Carlos Alfonso Azpiroz Costa (Buenos Aires, 30 ottobre 1956) è un arcivescovo cattolico argentino appartenente all'Ordine dei predicatori.

## Biografia
Carlos Azpiroz Costa è nato a Buenos Aires il 30 ottobre 1956. È l'ottavo figlio di una famiglia con quattordici figli, tredici maschi e una femmina. Suo padre, Francisco Gil Azpiroz, era agronomo e sua madre, Nelida Costa Victoria Colombo, era casalinga. Entrambi sono deceduti. Fernando, un suo fratello minore, fa parte della Compagnia di Gesù e vive a Taiwan.

### Formazione e ministero sacerdotale
Ha effettuato gli studi primari e secondari nel collegio "Champagnat" dei Fratelli maristi dove si è diplomato nel 1974. In quella stessa scuola hanno studiato anche tutti i suoi fratelli. A diciotto anni ha cominciato gli studi di legge nella Facoltà di giurisprudenza della Pontificia università cattolica argentina. In quegli anni ha lavorato con il padre nell'azienda di famiglia. Nel 1978 è stato eletto per un anno presidente del centro studenti della sua facoltà.
Nel 1978, all'università, è entrato in contatto con due professori, appartenenti all'Ordine domenicano, e con loro ha iniziato a confidarsi. Ha partecipato a ritiri spirituali nella comunità dei domenicani a Mar del Plata per verificare la sua vocazione.
Il 1º marzo 1980 è entrato nell'Ordine dei frati predicatori ed ha emesso la sua prima professione il 28 febbraio dell'anno successivo alla presenza di Michel Jean Paul Ramlot, priore provinciale della Provincia argentina. Alcuni mesi dopo si è laureato in diritto civile.
Dopo aver studiato filosofia al centro di studi istituzionali del convento di San Domenico a Buenos Aires, il 10 marzo 1984 ha fatto la professione solenne e poi ha ottenuto il baccellierato in filosofia all'Università del Nord Santo Tomás de Aquino, della Provincia domenicana argentina.
Ha iniziato gli studi teologici presso il centro di studi istituzionali, affiliato alla Facoltà di teologia della Pontificia università cattolica argentina, e nel 1989 ha ottenuto il baccellierato in teologia. Durante questi anni ha insegnato catechesi nella scuola cattolica delle Suore domenicane figlie del Santo Rosario ed è stato assistente universitario nelle cattedre di antropologia teologica e di teologia dogmatica nelle Facoltà di scienze economiche e di diritto della Pontificia università cattolica argentina. Ha anche lavorato nell'accompagnamento di vari gruppi giovanili del Movimiento de Jornadas de Vida Cristiana nell'arcidiocesi di Buenos Aires e in attività missionarie della provincia domenicana a Rio Nero, Catamarca, Mendoza e Corrientes.
L'8 agosto 1986 è stato ordinato diacono dal cardinale Eduardo Francisco Pironio che il 14 agosto dell'anno successivo lo ha ordinato presbitero. Dopo l'ordinazione ha continuato a operare soprattutto come assistente del Movimiento de Jornadas de Vida Cristiana e responsabile della missione di Puerto Viejo.
Nel 1989 è stato inviato a Roma per studi. Nel 1992 ha ottenuto il dottorato in diritto canonico alla Pontificia università "San Tommaso d'Aquino".
Tornato in patria, dal 1992 al 1995 è stato priore del convento del noviziato San Martín de Porres a Mar del Plata e docente nell'Università Fasta di Mar del Plata, nel Centro de estudio y reflexión della diocesi di Mar del Plata e nella Facoltà di diritto canonico della Pontificia università cattolica argentina a Buenos Aires. Nel 1995 è stato eletto segretario provinciale e priore del convento San Pedro Telmo di Buenos Aires.
Nel 1997 il maestro generale dell'Ordine, padre Timothy Radcliffe, lo ha nominato procuratore generale. Poco dopo è diventato anche rettore della basilica di Santa Sabina a Roma e professore di diritto della vita consacrata presso la Facoltà di diritto canonico presso la Pontificia università "San Tommaso d'Aquino".
Il 14 luglio 2001 il capitolo generale elettivo riunito al Providence College lo ha eletto maestro generale dell'Ordine, diventando così l'85º successore di San Domenico di Guzmán. È stato il primo non-europeo a mantenere questo ufficio dopo più di 300 anni. Dal 2003 al 2006 ha fatto parte del consiglio esecutivo dell'Unione dei Superiori Generali e nel 2008 ha partecipato all'assemblea generale del Sinodo dei vescovi che aveva come tema "La Parola di Dio nella vita e nella missione della Chiesa".
Concluso il mandato di maestro generale nel 2010, dall'aprile del 2011 è stato vice-priore del convento del Santissimo Rosario a San Miguel de Tucumán e quindi priore del convento Santa Caterina de Siena a Córdoba.
Dal 28 febbraio 2014 alla nomina episcopale è stato superiore della comunità domenicana San Martín de Porres a Mar del Plata.

### Ministero episcopale
Il 3 novembre 2015 papa Francesco lo ha nominato arcivescovo coadiutore di Bahía Blanca. Ha ricevuto l'ordinazione episcopale il 22 dicembre successivo nella palestra della scuola Don Bosco di Bahía Blanca dall'arcivescovo metropolita di Bahía Blanca Guillermo José Garlatti, co-consacranti il vescovo di Concepción Armando José María Rossi e il vescovo emerito di Quilmes Luis Teodorico Stöckler. La cerimonia si è svolta al termine delle celebrazioni per gli 800 anni dell'Ordine dei frati predicatori.
Il 12 luglio 2017 è succeduto alla medesima sede.
Dal 9 novembre 2021 al 12 novembre 2024 è stato secondo vicepresidente della Conferenza episcopale dell'Argentina.

## Genealogia episcopale e successione apostolica
La genealogia episcopale è:
- Cardinale Scipione Rebiba
- Cardinale Giulio Antonio Santori
- Cardinale Girolamo Bernerio, O.P.
- Arcivescovo Galeazzo Sanvitale
- Cardinale Ludovico Ludovisi
- Cardinale Luigi Caetani
- Cardinale Ulderico Carpegna
- Cardinale Paluzzo Paluzzi Altieri degli Albertoni
- Papa Benedetto XIII
- Papa Benedetto XIV
- Papa Clemente XIII
- Cardinale Bernardino Giraud
- Cardinale Alessandro Mattei
- Cardinale Pietro Francesco Galleffi
- Cardinale Giacomo Filippo Fransoni
- Cardinale Carlo Sacconi
- Cardinale Edward Henry Howard
- Cardinale Mariano Rampolla del Tindaro
- Cardinale Antonio Vico
- Arcivescovo Filippo Cortesi
- Arcivescovo Zenobio Lorenzo Guilland
- Arcivescovo Antonio José Plaza
- Cardinale Raúl Francisco Primatesta
- Arcivescovo Carlos Walter Galán Barry
- Arcivescovo Guillermo José Garlatti
- Arcivescovo Carlos Azpiroz Costa, O.P.

La successione apostolica è:
- Vescovo Jorge Luis Wagner (2019)
- Vescovo Pedro Ernesto Fournau (2024)